# Potentiële temperatuur
De potentiële temperatuur {\displaystyle \theta } is de temperatuur die een lucht- of waterhoeveelheid krijgt wanneer deze adiabatisch van een bepaalde temperatuur en druk naar een referentiedruk wordt gebracht. Het begrip wordt gebruikt in de meteorologie en de oceanografie om de invloed van de druk op de temperatuur te vereffenen. Zo kan bepaald worden of lucht op verschillende hoogtes tot dezelfde luchtsoort hoort, wat van invloed is op de atmosferische stabiliteit.

## Meteorologie
Zodra lucht van hoogte verandert, bijvoorbeeld bij een front of een bergrug, zal ook de temperatuur veranderen. Bij daling zal deze opwarmen, bij stijging volgt een afkoeling. Dit vindt plaats volgens een adiabatisch proces; er vindt geen warmte-uitwisseling plaats met de omgeving, de entropie blijft gelijk. Als de relatieve luchtvochtigheid lager is dan 100% wordt gesproken over een droog-adiabatisch proces. Hierbij verandert de temperatuur per 100 m hoogteverschil met ongeveer 1°C, de droog-adiabatische temperatuurgradiënt {\displaystyle \Gamma _{d}}. De potentiële temperatuur kan worden uitgerekend met:
{\displaystyle \theta =T\left({\frac {P_{0}}{P}}\right)^{\frac {R}{c_{p}}}}
waarbij {\displaystyle T} de huidige absolute temperatuur is in K van de lucht, {\displaystyle P_{0}} de referentiedruk, {\displaystyle P} de huidige druk, {\displaystyle R} de gasconstante, en {\displaystyle c_{p}} de specifieke warmte bij een constante druk.
Vaak wordt zo de potentiële temperatuur ten opzichte van 1000 hPa bepaald. Indien er bijvoorbeeld op 1200m hoogte een temperatuur is van 5°C en een luchtdruk van 910 hPa, dan geldt:
{\displaystyle \theta =(5+273)\left({\frac {1000}{910}}\right)^{\frac {287,05}{1005}}=285,6K=12,6^{o}C}
terwijl op 700m de temperatuur 10°C is bij een druk van 968 hPa:
{\displaystyle \theta =(10+273)\left({\frac {1000}{968}}\right)^{\frac {287,05}{1005}}=285,6K=12,6^{o}C}
In dit geval is er sprake van een voorwaardelijk stabiele lucht. Zodra de onderste luchtlaag opgewarmd wordt door bijvoorbeeld het aardoppervlak, dan zal dichtheid afnemen waardoor er convectie optreedt; de luchtbel zal stijgen.
Er zijn verschillende soorten potentiële temperatuur, afhankelijk van de manier waarop de luchtbel naar de verschillende niveaus wordt gebracht. Deze potentiële temperaturen kunnen berekend worden, maar ook uitgezet in aerologische diagrammen.

### Potentiële natteboltemperatuur
De potentiële natteboltemperatuur {\displaystyle \theta _{w}} is de temperatuur die volgt uit de {\displaystyle \theta _{s}} van de natteboltemperatuur van de luchtbel. Deze kan bepaald worden door de luchtbel droog-adiabatisch op te tillen tot het verzadigd is, het optillingscondensatieniveau. De luchtbel wordt vervolgens verzadigd-adiabatisch naar de referentiedruk gebracht, waar het de potentiële natteboltemperatuur aanneemt. Deze verandert niet bij stijgende en dalende bewegingen, maar wordt bepaald door de temperatuur én de luchtvochtigheid. Warme massa is vaak relatief vochtig en heeft hogere waarden dan koude massa, zodat met de {\displaystyle \theta _{w}} onderscheid kan worden gemaakt tussen luchtsoorten en daarmee kunnen fronten worden bepaald.

### Equivalent potentiële temperatuur
De equivalent potentiële temperatuur {\displaystyle \theta _{e}} is de temperatuur die een luchtbel heeft na eerst zover naar boven te zijn gebracht dat de latente warmte die is opgeslagen in de aanwezige waterdamp door condensatie vrij is gekomen en daarna droogadiabatisch weer naar het 1000 hPa-niveau is gebracht. De equivalent potentiële temperatuur wordt dus net als de potentiële natteboltemperatuur door de temperatuur en de luchtvochtigheid bepaald. Het verschil is dat de lucht boven optillingscondensatieniveau wordt gebracht tot alle condensatiewarmte vrij is gekomen. Hierdoor is {\displaystyle \theta _{e}} hoger dan {\displaystyle \theta _{e}}.

### Verzadigd-potentiële temperatuur
De verzadigd-potentiële temperatuur of potentiële verzadigde temperatuur {\displaystyle \theta _{s}} is de temperatuur die verkregen wordt door een luchtbel van de huidige druk verzadigd-adiabatisch naar een bepaalde referentiedruk te brengen.

### Virtuele potentiële temperatuur
De virtuele potentiële temperatuur {\displaystyle \theta _{v}} is de potentiële temperatuur van de virtuele temperatuur bij die druk. Deze kan tot 5°C hoger zijn dan de potentiële temperatuur. Hiermee wordt de variatie in dichtheid veroorzaakt door de aanwezigheid van waterdamp verwijderd.